# وردية
الفصيلة الوَرْدِيَّة أو الورديات هي فصيلة نباتية من ذوات الفلقتين تضم عدة أجناس أشجار وشجيرات وجنبات وأعشاب. ومعظمها ينمو في المناطق الباردة.
سميت الفصيلة الوردية بهذا الاسم لأن أزهارها تشبه أزهـار الورد.
و تكون نباتات هذه الفصيلة إما أعشاباً أو شجيراتٍ أو أشجاراً، وأحياناً تكون متسلقات، وكثير من نباتات هذه الفصيلة ذات أهمية اقتصادية بسبب القيمة الغذائية والطعم المتميز لنباتات هذه الفصيلة.

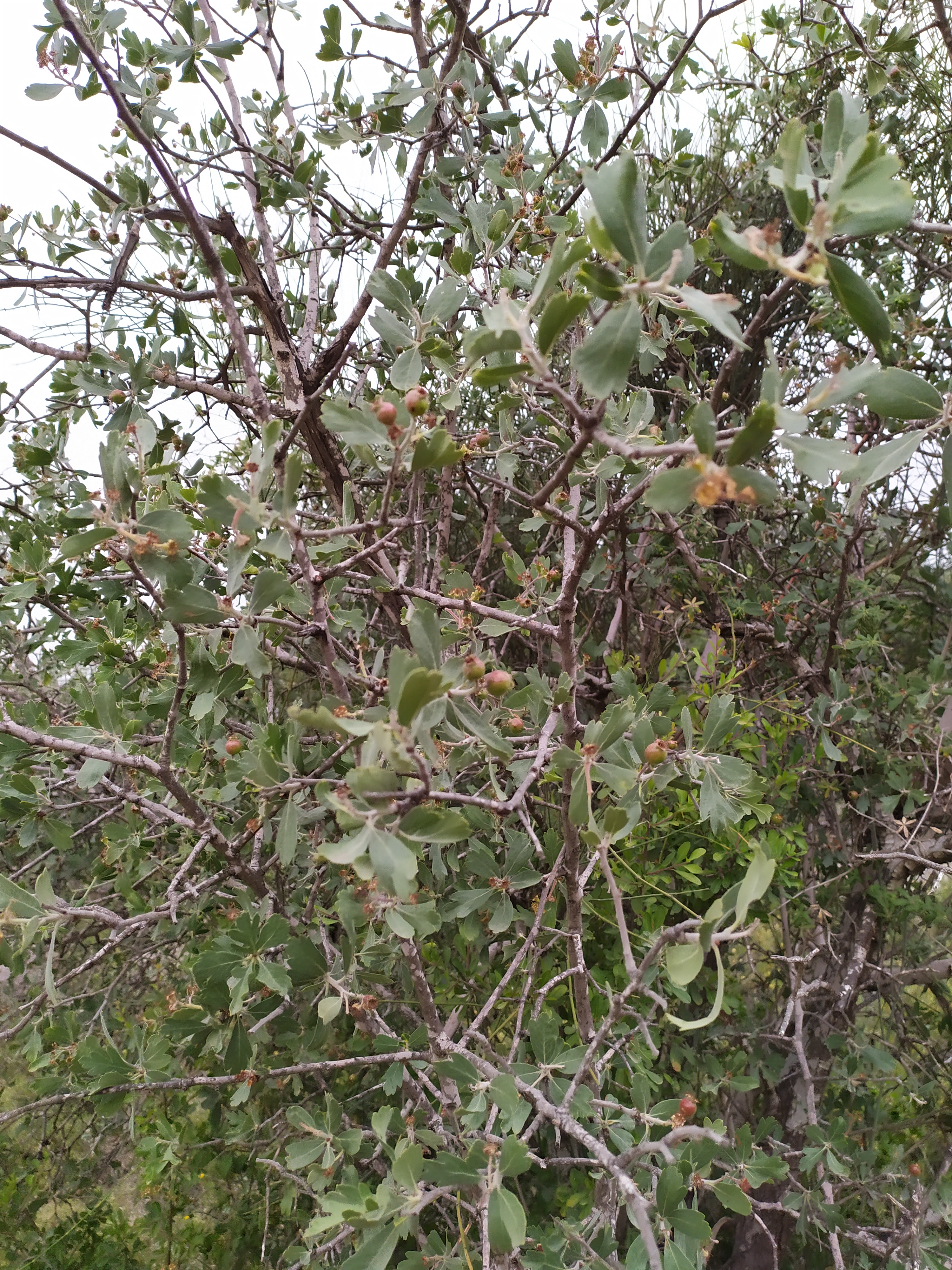
زعرور

من الأشجار التي تندرج تحتها: الـتـفـاح، الـكـمّـثـرَى والسفرجل والكرز والمشمش واللوز والـزّعـرور والبشملة والمشملة.
و من الشجيرات الفراولة والتوت البري بأنواعه مثل العليق وتوت العليق الأوروبي.

## الوصف النباتي

### الأوراق
إن أوراق هذه الفصيلة إما أن تكون بسيطة أو مركبة، متبادلة أو متقابلة.
والأذينات غالباً ما تكون متحدة مع العنق، وقد تستديم كما هو الحال في الورد، أو تتساقط كحال أوراق التفاح والخوخ.

### النورة
غير محدودة أو محدودة، وفي جنس Poterium النورة سنبلية وفي الورد الزهرة مفردة.

### الزهرة
خنثى ونادراً ما تكون وحيدة الجنس كما في جنس Aruncusa، ومنتظمة ونادراً ما تكون وحيدة التناظر كما في في جنس Hirtella، ونظراً لانتماء عدد كبير من الأجناس (115)
والأنواع (3200) المنتشرة في جميع أنحاء العالم إلى هذه الفصيلة، ونظراً لتباين تركيب الأزهار والثمار والأوضاع المشيمية بين هذه النباتات، فإنه تم تقسيم الفصيلة إلى إلى أربع تحت فصائل :

### الصفات المميزة للفصيلة الوردية
- للأوراق أذينات والأزهار خماسية الأوراق الزهرية.
- يتراوح عدد الأسدية بين {15-40 } سداة مرتبة في محيطات متبادلة، ويتركب المحيط عادةً من عشر أسدية. أما عدد أسدية المحيطات الداخلية فغالباً ما يكون خمسة.
- التحورات التختية ووجود الكأس الزهري، قد يكون التخت محدباً يحمل الكرابل المنفصلة كما في الشليك، أو كأسياً بداخله كربلة واحدة كما في المشمش، أو عدداً من الكرابل المنفصلة كما في السبيريا، أو قارورياً يحوي عدداً من الكرابل المنفصلة كما في الورد، وأخيراً تلتحم فيه الكرابل مع جدار التخت فتصبح الزهرة علوية كما في التفاح.
- البذور عديمة السويداء (الإندوسبيرم).

## الأسر
- الدرياساوات

### الورداوات
نباتات أسرة الورداوات إما أن تكون أعشاب أو شجيرات.
الأوراق : مركبة ذات أذينات مستديمة ملتصقة بعنق الورقة ويوجد على الساق أشواك كما في الورد، وهي زوائد سطحية وليست تحورات، وتوجد الأزهار مفردة طرفية.
الزهرة : منتظمة خنثى محيطية، والتخت إما قاروري به اختناق كالورد، أو بداخله توجد الكرابل العديدة المنفصلة، أو يكون محدباً يحمل الكرابل العديدة المنفصلة كما في الشليك، وتحوي كل كربلة بويضة واحدة في وضع مشيمي قمي. أما الأسدية فهي عديدة وفي محيطات متبادلة.
إن في كثير من أصناف الورد تتحور بعض الأسدية إلى أوراق بتلية تحمل في نهايتها بقايا المتوك وتسمى هذه الظاهرة بازدواج المحيطات.
الثمرة : متجعدة من عدد من الأكينات، والبذور عديمة الإندو سبيرم، وأهم النباتات التي تنتمي لتحت الفصيلة الوردية هي :
- الورد
- الشلليك Fragaria

### المشمشاوات
وهي عبارة عن قسم من أقسام الفصيلة الوردية، وتتميز بأنها نباتات شجرية.
الأوراق : بسيطة ذات أذينات متساقطة.
النورة : محدودة أو غير محدودة.
الزهرة : خنثى منتظمة محيطية، والتخت كأسي مقعر، بداخله كربلة واحدة تحوي بويضتان في وضع مشيمي قمي، أما الأسدية فعادةً تكون في ثلاث محيطات، ويتكون كل محيط من عشر أسدية.
الثمرة : حسلة.
ومن أهم النبات التي تنتمي إلى تحت الفصيلة المشمشية:
- المشمش Prunus armeniaca
- الخوخ Prunus domestica
- اللوز Prunus amygdalus
- الدراق Prunus persica

### اللوزاوات
وهي عبارة عن قسم من أقسام الفصيلة الوردية، وتتميز بأنها نباتات شجرية.
الأوراق : بسيطة، ذات أذينات متساقطة.
الزهرة : منتظمة خنثى علوية حيث يلتحم التخت مع جدار المبيض.
الطلع : يتكون من ثلاثة محيطات :
المحيط الأول : عشر أسدية.
المحيط الثاني : خمس أسدية.
المحيط الثالث : خمس أسدية.
المتاع : يتكون من خمس كرابل ملتحمة، وخمس مساكن، وبكل مسكن بويضتان في وضع مشيمي محوري، والأقلام منفصلة في الكمثري، أما في التفاح فهي ملتحمة من الأسفل.
الثمرة : كاذبة.
ومن أهم النباتات التي تنتمي لتحت الفصيلة التفاحية :
(1 التفاح Pyrus malus. 2) الكمثري Pyrus communis.
3) السفرجل Cydonia vulgaris.

### السبيرياوات
وهي عبارة عن قسم من أقسام الفصيلة الوردية، وتتميز بأنها نباتات عشبية أو شجيرية.
الأوراق : بسيطة عديمة الأذينات.
النورة : مشطية أو هامية.
الزهرة : بيضاء منتظمة خنثى محيطية، والتخت مقعر أو مفلطح وبداخله {2 – 5} كرابل منفصلة، وبكل كربلة بويضتان في وضع مشيمي قمي، والأسدية في محيطين ويتكون كل محيط من عشر أسدية.
الثمرة : متجعدة من عدد من الجرابيات أو الفقيرات.
ومن أهم الأجناس التي تنتمي لتحت الفصيلة السبيرية جنس الإكليلية (Spiraea).